# 植松敏
植松 敏（うえまつ さとし、1938年8月19日 - ）は、日本の官僚。特許庁長官などを歴任。

## 来歴
神奈川県藤沢町（現在の藤沢市）生まれ。神奈川県立湘南高等学校から東京大学に入学。東京大学法学部第2類（公法コース）在学中に国家公務員上級甲種試験をトップ合格。1961年、東京大学法学部第2類（公法コース）卒業、同年通商産業省入省（大臣官房総務課）。
同期には内藤正久（産業政策局長）、佐藤剛男、山本貞一（資源エネルギー庁長官、川崎製鉄副社長）、和田文雄（日本自転車振興会副会長）、三野正博（第二電電専務）などがいるが、事務次官は出ていない。
特許庁長官を務めた後に退官してからは、中小企業金融公庫理事となり、1993年7月から1998年12月まで公正取引委員会委員。2007年10月まで日本商工会議所専務理事。

## 略歴
- 1972年7月 - 内閣官房内閣副参事官 兼 総理府内閣総理大臣官房人事課付[3]
- 1974年5月 - 通商産業省産業政策局総務課総括班長[4]
- 1975年7月 - 通商産業省産業政策局総務課臨時物資需給価格対策室長
- 1976年3月 - 外務省在バンクーバー総領事館領事
- 1979年5月 - 通商産業省大臣官房参事官
- 1981年1月 - 資源エネルギー庁公益事業部業務課長
- 1982年10月 - 通商産業省貿易局為替金融課長
- 1985年6月 - 通商産業省大臣官房会計課長
- 1986年6月 - 大阪通商産業局長
- 1987年6月 - 資源エネルギー庁公益事業部長
- 1988年6月 - 資源エネルギー庁次長
- 1989年6月 - 防衛庁装備局長
- 1990年6月 - 特許庁長官
- 1991年6月 - 退官

## 歴任した役職
- 国際連合世界食糧計画WFP協会顧問
- アイセック・ジャパン顧問
- 社団法人日本経営協会理事
- 社団法人民間活力開発機構理事
- 財団法人オイスカ評議員
- 財団法人日米地域間交流推進協会理事
- 財団法人日本ファッション協会副理事長
- 財団法人ベンチャーエンタープライズセンター監事
- 社団法人ラテン･アメリカ協会理事
- 財団法人日中経済協会監事
- 財団法人商工総合研究所評議員
- 社団法人中高年齢者雇用福祉協会顧問
- 財団法人日本立地センター監事
- 財団法人アジア経営開発協力財団評議員
- 財団法人2007年ユニバーサル技能五輪国際大会日本組織委員会常任理事
- 商工会議所年金教育センター理事長
- 財団法人海外貿易開発協会理事
- 財団法人世界経済情報サービス評議員
- 財団法人全国安全会議理事
- 中央労働災害防止協会理事
- 財団法人法律扶助協会理事
- 商工中金評議員
- 財団法人海外職業訓練協会理事
- 国際商業会議所日本委員会副会長
- 社団法人鉄道貨物協会理事
- 社団法人ビューティフルエージング協会理事
- 全日本大学開放推進機構顧問
- 東京中小企業投資育成株式会社監査役
- 財団法人全国商工会議所共済会会長